# Кафане у Лесковцу између два светска рата
Кафане у Лесковцу између два светска рата биле су саставни део живота Лесковчана. У кафане се ишло и за радост и за туговање, у њима су се завршавали разни послови, а ишло се и да се поседи, види и чује шта се догађа у граду, те да писмени напишу тужбе, жалбе и молбе неписменима. За време окупације, кафане су постале седиште агената, цинкароша, доушника, партизанских „повереника и обавештајаца".
Биле су распоређене од панађуришта, односно железничке станице до болнице и дуж прилазних путева из правца Власотинца, Лебана, Бојника, Вучја, Манојловца и Богојевца, којима су сељаци долазили на пијацу, али највећи број њих се налазио у главној улици.
Неке од њих биле су:
- Ракићева кафана
- Кафана "Морава"
- Јерменска кафана
- Шаторска кафана
- Кафана "Последњи грош"
- Кафана "Три девојке"
- Кафана Леке Слезенке
- Кафана "Пољаница"
- Кафана Душана Јацића (Дилкина кафана)
- Кафана Николе Ђорђевића

- Кафана "Три шешира".[3]

### Ракићева кафана
Ракићева кафана је настала 1929. године у близини насеља "Рупе" када је Горча Ракић купио сину Влади локал и отворио кафану. Тада је Влада отишао у Скопље на дошколавање и по повратку је почео са радом заједно са супругом Добринком. Кафана се простирала на осамдесет метара квадратних, имала је 15 столова, а лети и башту са још око десетак столова. У њу се могло ући из три правца: данашње Улице Саве Ковачевића, Улице Степе Степановића и из Текстилне улице. Служила се домаћа храна према менију и играле су се карташке игре. Оно што је ову кафану посебно издвајало био је сто за билијар. За партију се чекало и по сат времена. Национализована је и затворена 1944. године. На њеном месту данас је седиште месне заједнице "Дубочица".

### Кафана "Морава"
Кафану "Морава" држали су Филиповићи преко пута општине на месту где се данас налази стамбена зграда.

### Јерменска кафана
Ову кафану држао је Благоје Цакић Јерменац и такође се налазила близу општине.

### Шаторска кафана
Шаторска кафана налазила се на средини имања породице Цекић која је носила надимак Шаторци у Улици краљице Марије, данашњој Улици Пана Ђукића. Срушена је у бомбардовању Лесковца 1944. године.

### Кафана "Последњи грош"
Кафана "Последњи грош" налазила се на раскрсници улице Саве Ковачевића и Димитрија Туцовића у правцу фабрике Косте Стаменковића. Власник кафане био је Сотир Цекић-Лешњак.

### Кафана "Три девојке"
Ова кафана налазила се на месту данашње продавнице на Нишкој улици и у време Другог светског рата служила је као вид суднице.

##### Бифе "Закасотина"
Познат је био и бифе "Закасотина" на углу Поп Мићине и Нишке улице, у коме је Никола Стојановић Терзипетков држао два-три стола и два стола за билијар.